# Barry Gibb
Barry Gibb, właśc. Barry Alan Crompton Gibb (ur. 1 września 1946 w Douglas) – brytyjski muzyk, najstarszy z braci Gibb, tworzących softrockowy zespół Bee Gees, który rozpoczął działalność w 1958.

## Życiorys

### Wczesne lata
Jest najstarszym synem Hugh Gibba (1916–1992) i Barbary Gibb (z domu Pass; 1920–2016). Ma starszą siostrę Lesley Barbarę (ur. 1945) i trzech młodszych braci – Robina (ur. 22 grudnia 1949, zm. 20 maja 2012), Maurice’a (ur. 22 grudnia 1949, zm. 12 stycznia 2003) i Andy’ego (ur. 5 marca 1958, zm. 10 marca 1988). Z czasem rodzina opuściła Wyspę Man i osiadła w Manchesterze, a jeszcze później przeniosła się do Australii, gdzie zamieszkała w Redcliffe w stanie Queensland, niedaleko Brisbane.

### Kariera
Jego pierwszy zespół The Rattlesnakes powstał w Manchesterze w 1955. Trzy lata potem wraz z braćmi założył Bee Gees. Przez kolejne dekady zespół Bee Gees stworzył utwory jak: „Spicks and Specks”, „New York Mining Disaster 1941”, „To Love Somebody”, „Massachusetts”, „Words”, „I Started A Joke”, „I’ve Gotta Get A Message To You”, „How Can You Mend A Broken Heart”, „Stayin’ Alive”, „How Deep Is Your Love”, „Night Fever”, „More Than a Woman”, „You Should Be Dancing”, „Living Eyes”, „One”, „The Only Love” czy „I Could Not Love Your More”, „My Lover s Prayer” i z ostatniego wspólnie nagranego albumu This Is Where I Came In, Wedding Day i inne.
Barry Gibb ma na swoim koncie solowe albumy: Barry Gibb & The Bee Gees Sing And Play 14 Barry Gibb Songs (1965), Now Yoyager (1984), Hawks (1988) i In the Now (2016).
Tworzył także dla innych artystów, takich jak: Andy Gibb, Barbra Streisand, Dionne Warwick, Kenny Rogers, Diana Ross i Céline Dion.

### Życie prywatne
22 sierpnia 1966 poślubił Maureen Bates, lecz w lipcu 1970 rozwiódł się. 1 września 1970 ożenił się z Lindą Ann Gray, z którą ma pięcioro dzieci: czterech synów – Stephena Thadiusa „Steve’a” Cromptona (ur. 1 grudnia 1973), Ashleya (ur. 8 września 1977), Travisa (ur. 10 stycznia 1981) i Michaela (ur. 1 grudnia 1984) oraz córkę Alexandrę (ur. 29 grudnia 1991). Doczekał się także siedmiorga wnucząt.

## Odznaczenia
- Commander Orderu Imperium Brytyjskiego – ogłoszenie 2001[11]; wręczenie 2004[12]
- Odznaka Rycerza Kawalera – 2018[13]
- Companion Orderu Australii – 2022[14]